# Caligrafía infantil
La caligrafía infantil, caligrafía para niños, caligrafía escolar o escritura infantil se refiere a la escritura correctamente formada en su rasgos y elementos que deben aprender los niños y en general aquellos que se inician en la escritura de una lengua.
El término proviene del griego καλλιγραφία (‘caligrafía’) y del latín infantis (‘el que no habla’, infante). Por extensión es la escritura propia de los niños y aquellos que se inician a la escritura o mantienen rasgos propios de quien está aprendiendo a escribir.
Rufino Blanco definió la caligrafía como «el arte de representar con belleza los sonidos orales por medio de signos gráficos, o bien, la única bella arte gráfica de la palabra».

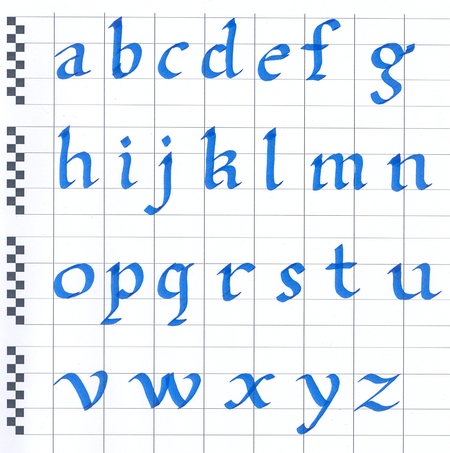
Antigua caligrafía del alfabeto con pluma y tinta añil en papel de pauta cuadriculada.

## Objetivo de la caligrafía infantil
Los niños y aquellos que se inician en la escritura deben aprender, mediante el ensayo y la repetición de movimientos, los rasgos característicos de la escritura manual de un idioma compuesto por todas las letras de su alfabeto o alfabetos, números y signos con el objeto de que su reproducción sea reconocible y su aprendizaje permita una expresión suficiente en la que se valora la claridad y la rapidez.

## Fases de la escritura
Para algunos autores la evolución es continua sin unas fases delimitadas claramente aunque puedan establecerse hitos en relación con el aprendizaje. Para otros autores hay unas fases o etapas claramente diferenciadas: preescritura, precaligráfica, caligráfica y de maduración.

### Fase de preescritura (infantil)
Desde los 4 hasta los 6 años (educación infantil).
- Trazos sueltos (abiertos, cerrados)
- Trazos de continuidad de rasgos básicos de las letras (grecas, ondas, sierras...)

#### Lectoescritura
La caligrafía, que debe inscribirse en el contexto general de la escritura, se asocia a la comprensión lectora; por lo que, aun cuando pueda hablarse específicamente de caligrafía, debe entenderse que no puede disociarse del aprendizaje de la lectoescritura de la lengua materna. Se denomina lectoescritura inicial, en niños pequeños de 4 a 6 años de edad, al inicio del aprendizaje de la lectura y la escritura.

### Fase precaligráfica
Desde los 6 años y hasta los 9. (educación primaria —primer y segundo ciclo—). Aprendizaje de la escritura sin rasgos personales.
- Trazos lentos, descompuestos, quebrados e inseguros (retocados).
- Escritura de palabra por palabra (sin continuidad).
- Letras básicas con morfología escolar independiente.
- Curvas imprecisas, sin cerrar y trazos verticales y horizontales desviados.
- No hay inclinación ni tamaño constante.
- Letras sueltas (palabras sin escritura continua).
- Las líneas de escritura no mantienen la horizontalidad ni los márgenes del cuaderno.

### Fase caligráfica
Desde los 10 a los 12 años. Aparece un buen dominio de la escritura cursiva y definición de los rasgos personales de escritura.
- Escritura al dictado continua y más rápida.
- Mejora de la homogeneidad.
- Líneas verticales y horizontales prácticamente rectas.
- Ritmo en la distancia entre líneas (separación y proporción de letra).
- Seguimiento de los márgenes del cuaderno.
- Letras adecuadamente cerradas con curvas o rectas bien trazadas.

### Fase de maduración
A partir de los 12 años y hasta los 16 años se produce una crisis en forma de escribir. Hasta los 18 o 20 años no se produce la maduración escritural.
- Gran rapidez a costa de la claridad.
- Enlaces y uniones complicados entre letras.
- Depuración de rasgos (ausencia de adornos y de detalles).
- Algunas letras resultan ilegibles.
- Malformación en las grafías.
- Se producen variaciones en la inclinación.

## Pautas caligráficas
Las pautas en caligrafía son las tramas superficiales (rayas sobre el papel) que facilitan el correcto trazado de los rasgos caligráficos siendo el soporte formal básico para comenzar a escribir.
En caligrafía y más en particular en la caligrafía infantil —y en la de los que se inician por primera vez en la escritura— el objetivo de obtener una representación del alfabeto que sea reconocible y que pueda leerse —entenderse— requiere una homogeneidad formal gráfica. Para obtener esos objetivos se necesita una trama superficial (cuadrículas, rayas) que facilite el aprendizaje y la realización de los trazos gráficos que conforman las distintas letras del alfabeto. La unidad de la escritura proviene de la repetición de los trazos en la misma ubicación espacial y con la misma fuerza en el trazado para cada letra y parte de cada letra.

### Tipos de pautas caligráficas
- Pauta Montessori - Ejemplo de pauta Montessori
- Pauta Línea simple - Ejemplo de pauta de línea simple
- Pauta Cuadrícula - Ejemplo de pauta en cuadrícula
- Pauta Española o de Letra española - Consta de 5 líneas horizontales principales y caídos (líneas verticales) además de otras líneas accesorias.[5]

Se considera una pauta en cuadrícula compleja, con más líneas indicadoras horizontales y verticales. La pauta puede adquirir cierta inclinación para la caligrafía cursiva

#### Ejercicios de caligrafías
Pueden encontrarse generadores de fichas con pautas caligráficas para imprimir o proponen ejercicios caligráficos:
- En Página mclibre.org. material curricular libre

- Ejercicios de escritura con texto libre –en varias pautas, tamaños y tipos de letra –

- JClic - Portal zonaclic - JClic, actividades descargables por áreas para infantil, primaria, secundaria y bachillerato por áreas de conocimiento. Ejercicios de lectoescritura